# Cleopatra d'Armenia
Cleopatra (in greco antico: Κλεοπάτρα?, Kleopátra; fl. I secolo a.C.) del Ponto.

## Biografia
Figlia di Mitridate, re del Ponto, sposò Tigrane II, re di Armenia.